# Silvio Narizzano
Silvio Narizzano   (Montreal, 8 de febrer de 1927 - Londres, 26 de juliol de 2011) va ser un director de cinema i televisió, productor de televisió, guionista i productor de cinema quebequès que va treballar principalment al Regne Unit. Entre els seus crèdits per a la direcció es van incloure les pel·lícules aclamades per la crítica Georgy (1966) i Loot (1970), que van portar a Narizzano diversos reconeixements, i drames televisius com ITV Play of the Week, Zero One, Court Martial, Come Back, Little Sheba, Staying On, i The Body in the Library. Va ser nominat a quatre premis BAFTA (inclosa una a la millor pel·lícula britànica), guanyant una vegada a la millor sèrie dramàtica.

## Vida i carrera
Va néixer a Mont-real d'una família d'origen italià, i va estudiar a la Bishop's University, Quebec. Les seves influències cinematogràfiques inclouen Richard Lester, Tony Richardson, John Schlesinger, i la nouvelle vague. Inicialment va treballar per Mountain Playhouse a Montreal i a la Canadian Broadcasting Corporation (CBC). Després va emigrar al Regne Unit, on va dirigir diverses sèries de televisió i la seva primera pel·lícula per Hammer Film Productions Has de morir, estimada (1965). La pel·lícula més assolida de Narizzanofou Georgy (1966), que va rebre quatre nominacions als Premis Oscar així com una nominació al BAFTA a la millor pel·lícula britànica i va participar al 16è Festival Internacional de Cinema de Berlín.
Altres treballs seus són "The Glass Menagerie" per Granada TV (1963), Loot, pel·lícula del 1970 basada en l'obra del mateix nom de Joe Orton, la comèdia dramàtica Why Shoot the Teacher? (1977), la pel·lícula debut de Demi Moore Decisions, i els telefilms Staying On (1980, adaptat de l'obra homònima de Paul Scott), i The Body in the Library (1984, adaptat de l'obra homònima d'Agatha Christie). La seva versió televisiva Come Back, Little Sheba (1977),de l'obra de William Inge, es va emetre com a part de la sèrie antològica Laurence Olivier Presents.
Des de la dècada del 1960 Narizzano va dividir el seu temps entre Londres i Mojácar, Andalusia. Va patir una depressió clínica recurrent a l'edat adulta, que va empitjorar als anys vuitanta després de la mort de l'amic i col·laborador des de feia temps, el guionista Win Wells.

## Filmografia

### Film
| Any  | Títol                        | Notes |
| ---- | ---------------------------- | --- |
| 1965 | Has de morir, estimada       | |
| 1966 | Georgy                       | Premi OCIC Award (Festival de Berlín) Nominada- Os d'Or Nominada- Bafta a la millor pel·lícula britànica Nominada- Premi Directors Guild of America a la direcció destacada |
| 1968 | Infern al riu                | |
| 1970 | Loot                         | Nominada- Palma d'Or |
| 1973 | Redneck                      | |
| 1977 | Why Shoot the Teacher?       | |
| 1978 | The Class of Miss MacMichael | |
| 1979 | The Sky Is Falling           | |
| 1981 | Decisions                    | Nominada- Gold Hugo (Festival de Chicago) |

### Televisió
| Any     | Títol                               | Notes                                                                      |
| ------- | ----------------------------------- | -------------------------------------------------------------------------- |
| 1952    | Tales of Adventure                  | 6 episodis                                                                 |
| 1952-55 | General Motors Theatre              | 8 episodis                                                                 |
| 1953    | Playbill                            | Episodi: "The Apple"                                                       |
| 1956-64 | ITV Play of the Week                | 16 episodis                                                                |
| 1956-59 | ITV Television Playhouse            | 5 episodis                                                                 |
| 1958    | Doomsday for Dyson                  | Telefilm                                                                   |
| 1959    | DuPont Show of the Month            | Episodi: "The Fallen Idol"                                                 |
| 1960    | On Trial                            | Episodi: "Oscar Wilde"                                                     |
| 1961    | Play of the Week                    | Episodi: "No Exit/The Indifferent Lover"                                   |
| 1961    | Twenty-Four Hours in a Woman's Life | Telefilm                                                                   |
| 1961    | Family Solicitor                    | Episodi: "The Meeting"                                                     |
| 1962-65 | Zero One                            | 5 episodis                                                                 |
| 1962    | Saki                                | 4 episodis                                                                 |
| 1963    | Maupassant                          | 2 episodis                                                                 |
| 1964    | Drama 61-67                         | Episodi: "Studio '64: Better Luck Next Time"                               |
| 1964    | Paris 1900                          | 6 episodis                                                                 |
| 1965    | Story Parade                        | Episodi: "The Old Boys"                                                    |
| 1965    | The Wednesday Thriller              | Episodi: "The Babysitter"                                                  |
| 1966    | Court Martial                       | Episodi: "All Is a Dream to Me" Premi Bafta a la millor sèrie de televisió |
| 1966    | Thirteen Against Fate               | Episodi: "The Widower"                                                     |
| 1971    | Poet Game                           | Telefilm                                                                   |
| 1971-84 | Play for Today                      | 2 episodis                                                                 |
| 1973    | Country Matters                     | Episodi: "The Little Farm" Nominada al Bafta a la millor sèrie             |
| 1974    | BBC2 Playhouse                      | Episodi: "The Cafeteria"                                                   |
| 1978    | Come Back, Little Sheba             | Telefilm                                                                   |
| 1980    | Staying On                          | Telefilm Nominada- Bafta a la millor sèrie de televisió                    |
| 1984    | The Body in the Library             | Telefilm                                                                   |
| 1986    | Mystery!                            | Episodi: "Agatha Christie's Miss Marple: The Body in the Library 1"        |
| 1990-93 | The Inspector Alleyn Mysteries      | 2 episodis                                                                 |
| 1995    | Space Precinct                      | Episodi: "Smelter Skelter"                                                 |